# Drosophila diminuens
Drosophila diminuens är en tvåvingeart som beskrevs av Elmo Hardy 1965. Drosophila diminuens ingår i släktet Drosophila och familjen daggflugor.
Artens utbredningsområde är Hawaii.